# Ehringsdorf
Ehringsdorf ist zusammen mit Oberweimar ein Ortsteil von Weimar in Thüringen.

## Lage
Die Ilm, der Park an der Ilm und der Schlosspark Belvedere begrenzen Ehringsdorf. Ehringsdorf befindet sich südlich der Stadt Weimar. Nach dem südlich folgenden Park Belvedere verläuft noch etwas südlicher die Bundesautobahn 4. Die Landesstraße 2161 verläuft etwas östlicher sowie die Bahntrasse Weimar-Jena. Der Ortsteil Oberweimar-Ehringsdorf hat knapp 6000 Einwohner (2009).

## Geschichte

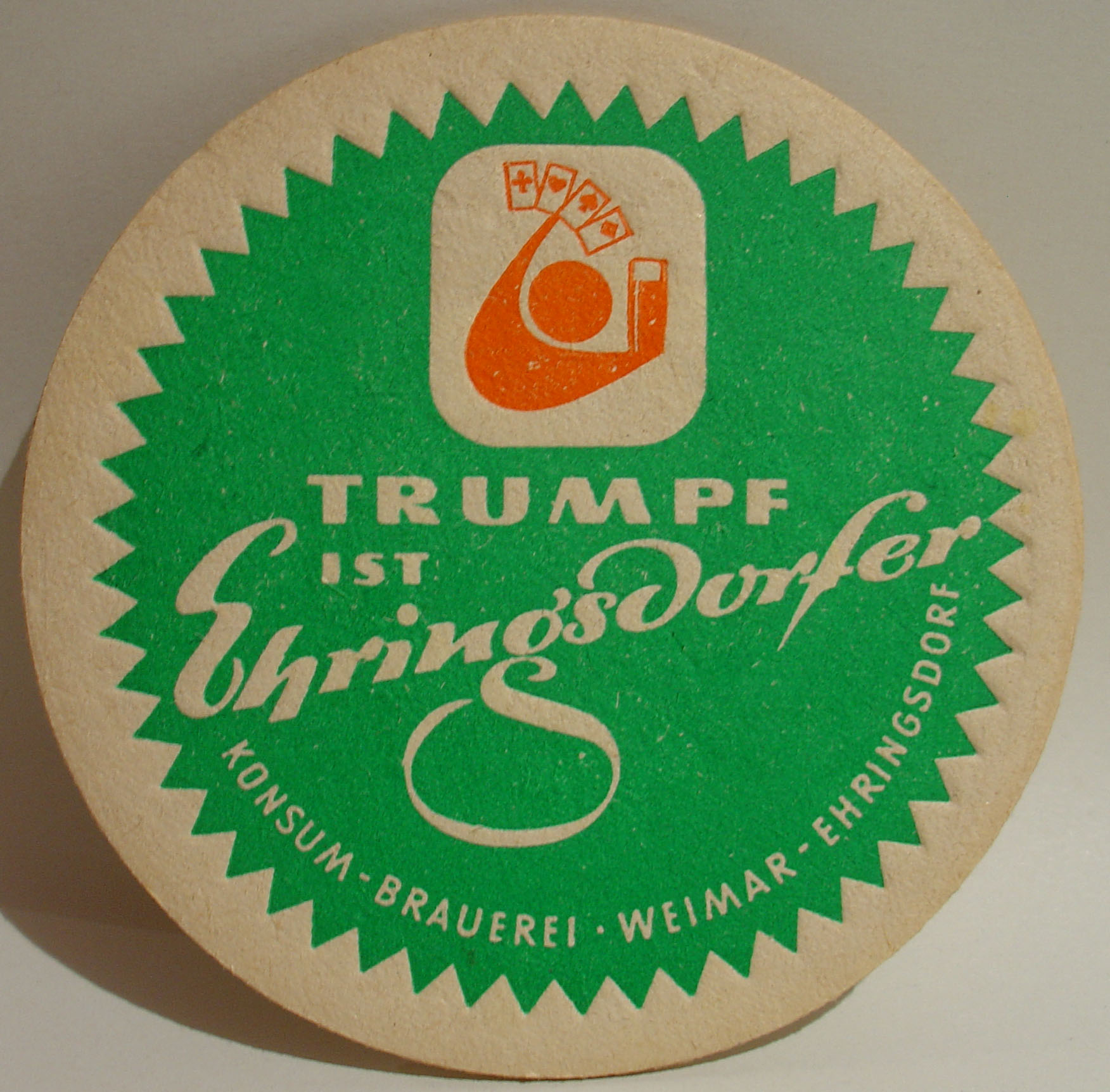
Bierdeckel der Ehringsdorfer Brauerei aus der Zeit der DDR

Seit 1908 wurden in den Travertin-Steinbrüchen des Ilmtales am Ortsrand Reste des Ehringsdorfer Urmenschen gefunden; 2014 machte man den Fund der Silexspitze von Weimar-Ehringsdorf.

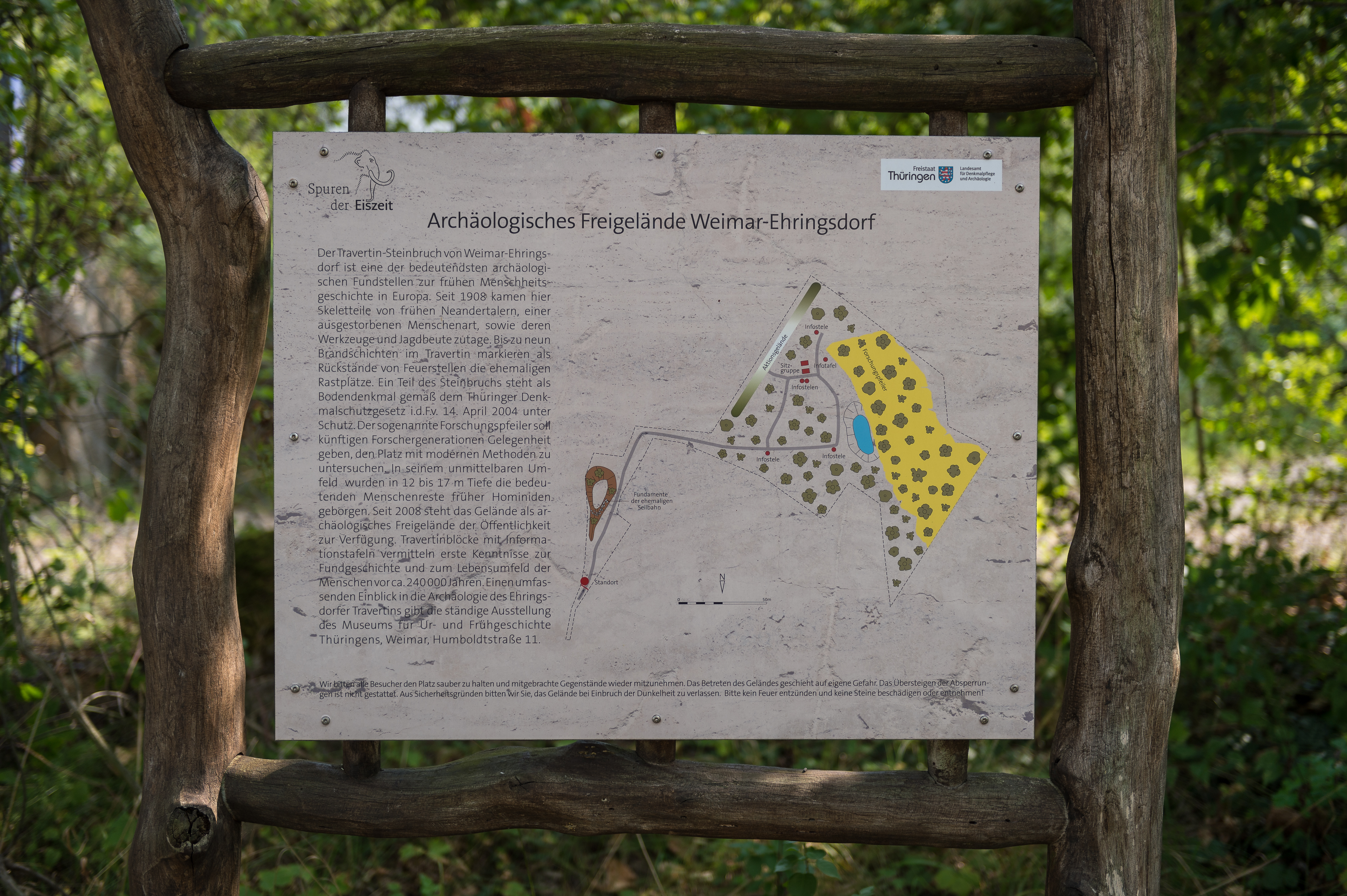
Archäologisches Freigelände Weimar-Ehringsdorf

Gräber aus der Jungsteinzeit belegen, dass das Areal zu den ältesten Siedlungsgebieten Weimars gehört.
Der Ort wurde erstmals am 7. Juli 1252 als Hyringestorf urkundlich erwähnt. Weitere Nennungen folgten 1254 als Irrungestorff (wohl Dorf eines Iring), ab 1280 wurde eine Familie von Iringesdorf bezeugt. Als ältestes namentlich bekanntes Bauwerk gilt die 1330 geweihte Marienkapelle, 1365 folgt die Dorfkirche Unserer lieben Frauen. 1408 schenkte der Landgraf Friedrich den Ort Ehringsdorf dem Kloster Oberweimar. 1525 erging für Weimar und Umgebung der fürstliche Befehl zur Annahme des neuen lutherischen Glaubens, die Pfarrkirche wurde evangelisch. 1613 kam es durch heftige Regenfälle zur Thüringer Sintflut, die Ilm soll – mit entsprechenden Todesopfern und Sachschäden – über 8 Meter angestiegen sein. Unter Wasserfluten hatte der Ort auch sonst häufig zu leiden. Besonders schlimm wütete die Pestseuche 1635/36 und 1639 im Dreißigjährigen Krieg. 1640 wurde das Dorf von schwedischen Soldaten ausgeraubt. Die Einwohnerzahl ging während des Krieges auf die Hälfte zurück.
Ab 1734 wurde in Ehringsdorf in zunächst kleinem Maßstab Travertin abgebaut. Von 1724 bis 1732 wurde das Schloss Belvedere als Lust- und Jagdschloss der Weimarer Herzöge gebaut, dann ein Landschaftspark angelegt. Nach der Schlacht von Jena und Auerstedt 1806 errichteten Franzosen ein großes Feldlager zwischen Ehringsdorf und Belvedere. Es kam zu systematischen schweren Plünderungen in Weimar und auch Ehringsdorf. Selbst die Innenausstattung der Marienkirche wurde ausgeraubt.
Carl Johann Christian Wilhelm Heydenreich aus Oberweimar kaufte 1836 das kleine Ehringsdorfer Rittergut, das dann 1856 von seinem Sohn Richard Heydenreich aus dem Erbe erworben wurde. Die zum Rittergut gehörende „Einfachbier-Brauerei“ wurde besonders seit den 1870er Jahren erheblich ausgebaut, zur Rittergutsbrauerei Heydenreich in Ehringsdorf. Die Familie Heydenreich besaß in Weimar fünf eigene Gaststätten und drei Hotels. 1900 stiftete Richard Heydenreich den Einwohnern eine repräsentative Friedhofskapelle. Nach dem Tod des Vaters 1913 übernahm der aus dem Krieg zurückgekehrte Wilhelm Heydenreich das Gut und die Brauerei.
Ab 1850 wurde der Kalksteinabbau erheblich verstärkt. So fand in Weimar beim Bau des Sophienstifts, des Großherzoglichen Theaters, des Goethe- und Schiller-Archivs und des Hotels Elephant Ehringsdorfer Travertin Verwendung. 1874 wurde die Ilmbrücke an der Kipperquelle in Ehringsdorf errichtet, womit Ehringsdorf über die Ilm mit Oberweimar verbunden wurde, 1883 Wasserleitung und Kanalisierung angelegt. 1895 pflanzte die Gemeinde auf dem Turnplatz eine „Bismarck-Eiche“. 1905 erfolgte die Elektrifizierung, ab 1906 gab es eine Fernsprechanlage. Der Erste Weltkrieg unterbrach den wirtschaftlichen Aufschwung.

## Jüngere Ortsgeschichte

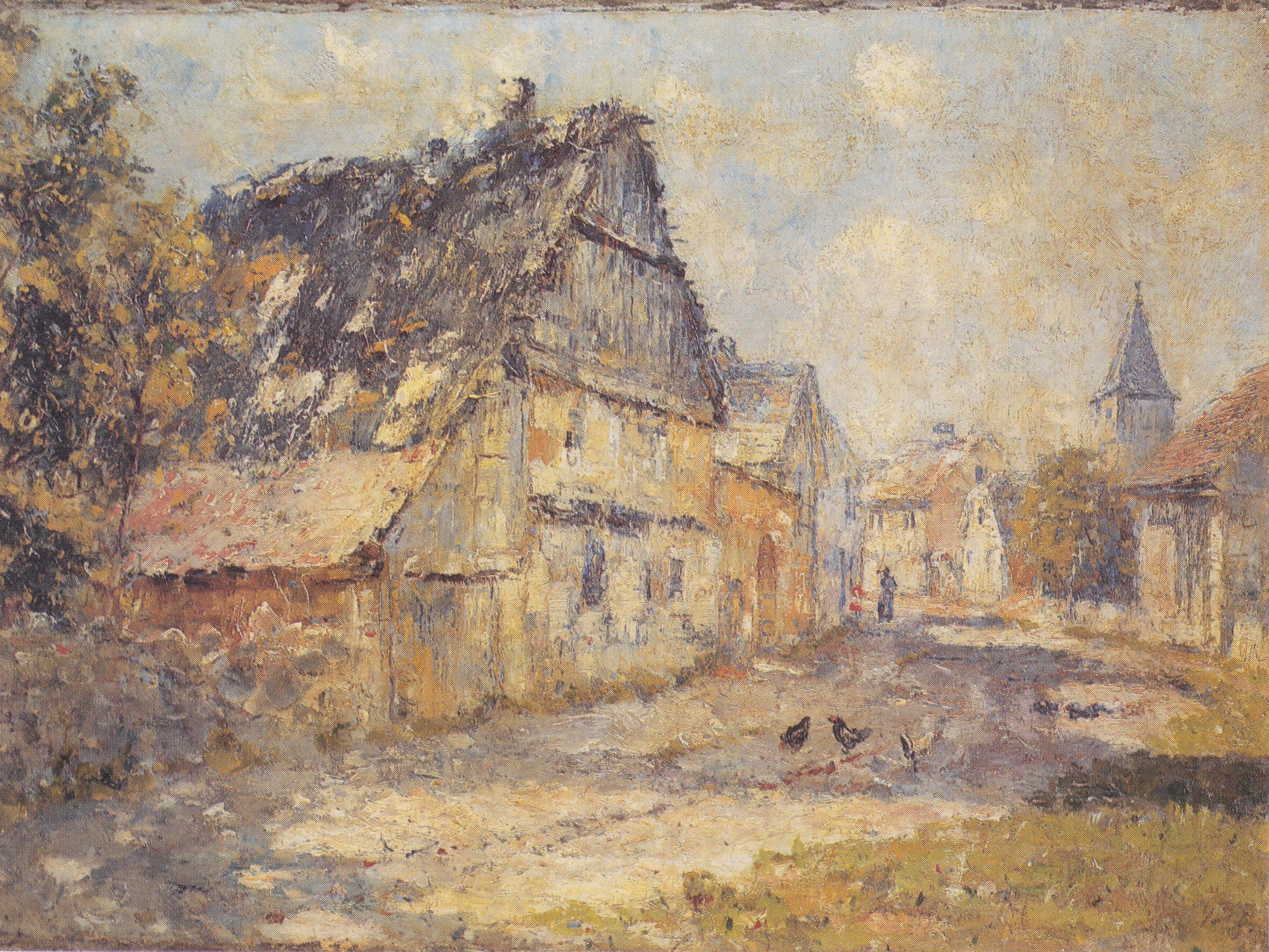
Gasse in Ehringsdorf (Rohlfs, 1893)

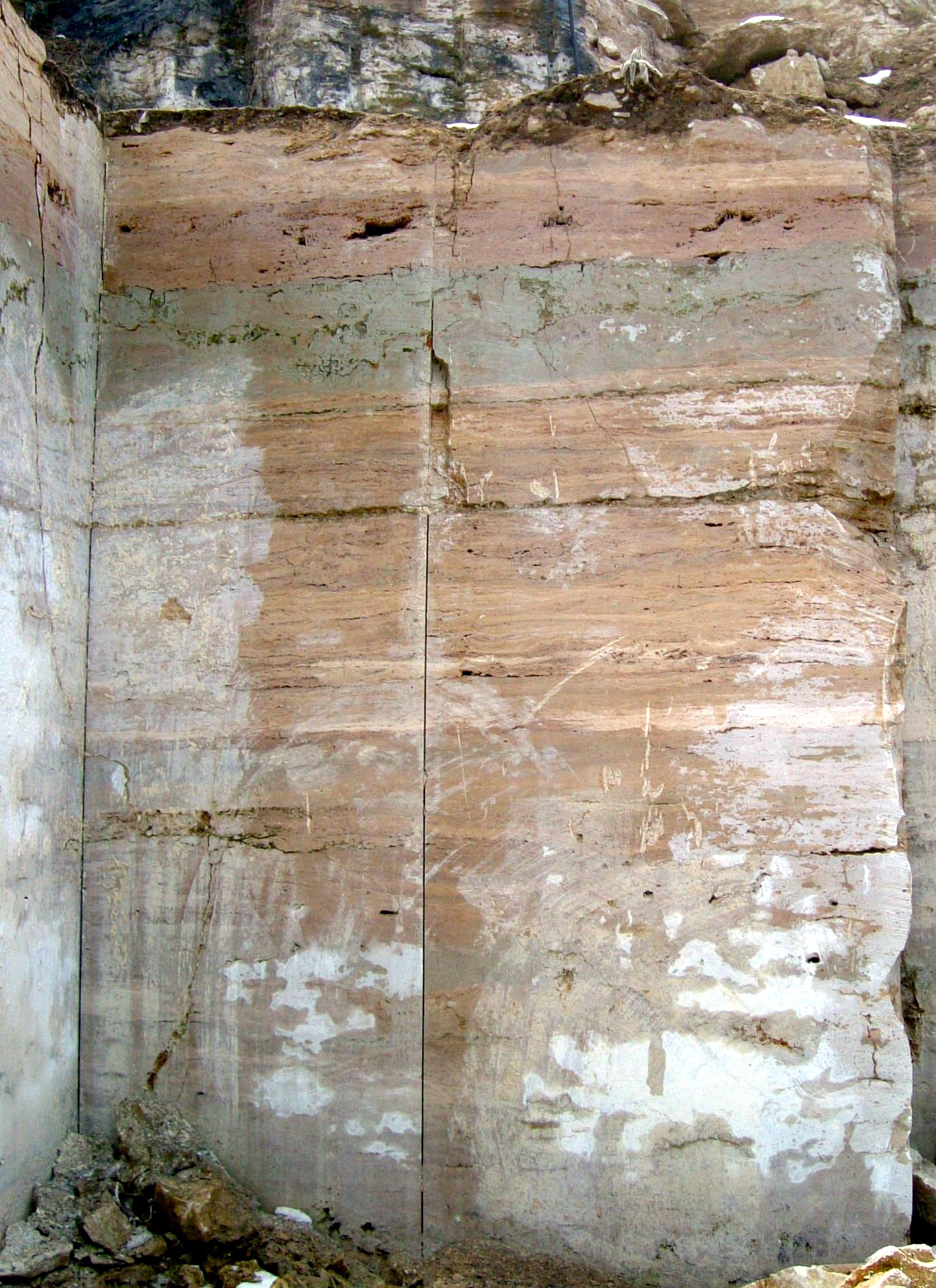
Travertinabbau in Ehringsdorf

Am 1. Oktober 1922 erfolgte die Eingemeindung der Vororte Oberweimar und Ehringsdorf nach Weimar, die seither ein gemeinsamer Ortsteil sind. Über die lange Belvederer Allee ist der Ortsteil mit dem Stadtzentrum Weimar verbunden.
Ehringsdorf wurde, wie Weimar, im April 1945 von US-Truppen und Anfang Juli von der Roten Armee besetzt. Diese richtete im Schloss Belvedere ihre Kommandantur ein. Im September 1945 wurde die Bodenreform durchgeführt, das Rittergut (278 ha) und die Brauerei entschädigungslos enteignet. Das Rittergut wurde an Neubauern aufgeteilt, die sich besonders in Neu-Ehringsdorf Gehöfte errichteten. Die Verwaltung der Brauerei übernahm die Sowjetische Militäradministration, danach die Konsum-Genossenschaft. 1952 wurde die LPG „Ulrich von Hutten“ gegründet, unter Zwang erreichte man 1960 die „Vollgenossenschaftlichkeit“. Ab 1956 wurde der Travertinabbau durch Einführung des Großbohrloch-Sprengverfahrens im nunmehrigen VEB Kalk- und Travertin-Werk Ehringsdorf intensiviert.
In begrenztem Umfang ist heute (2010) noch das Travertinwerk Traco mit Sitz in Bad Langensalza aktiv. Die Brauerei produziert weiterhin Bier, das dann in Pößneck abgefüllt wird.
Rund um das Wirts- und Vereinshaus „Zur Linde“ hat der Heimatverein Ehringsdorf 01 ein reges Vereinsleben zur Heimatpflege in Ehringsdorf entfaltet. Skurril, frech und deftig begrüßten seit 1951 lebende „Ehringsdorfer Urmenschen“ die Gäste der Gaststätte „Zur Linde“ in Ehringsdorf. Vater dieser Gesellschaft war der Maler und Grafiker Siegfried (Frieder) Kötscher (1886–1954).
Anlässlich der 750-Jahr-Feier des Ortes im Jahre 2002 wurde der Brauch wiederbelebt.

## Einwohnerentwicklung
- 1615: 157
- 1765: 210
- 1816: 241
- 1830: 382
- 1851: 444
- 1900: 1100

## Kultur und Sehenswürdigkeiten

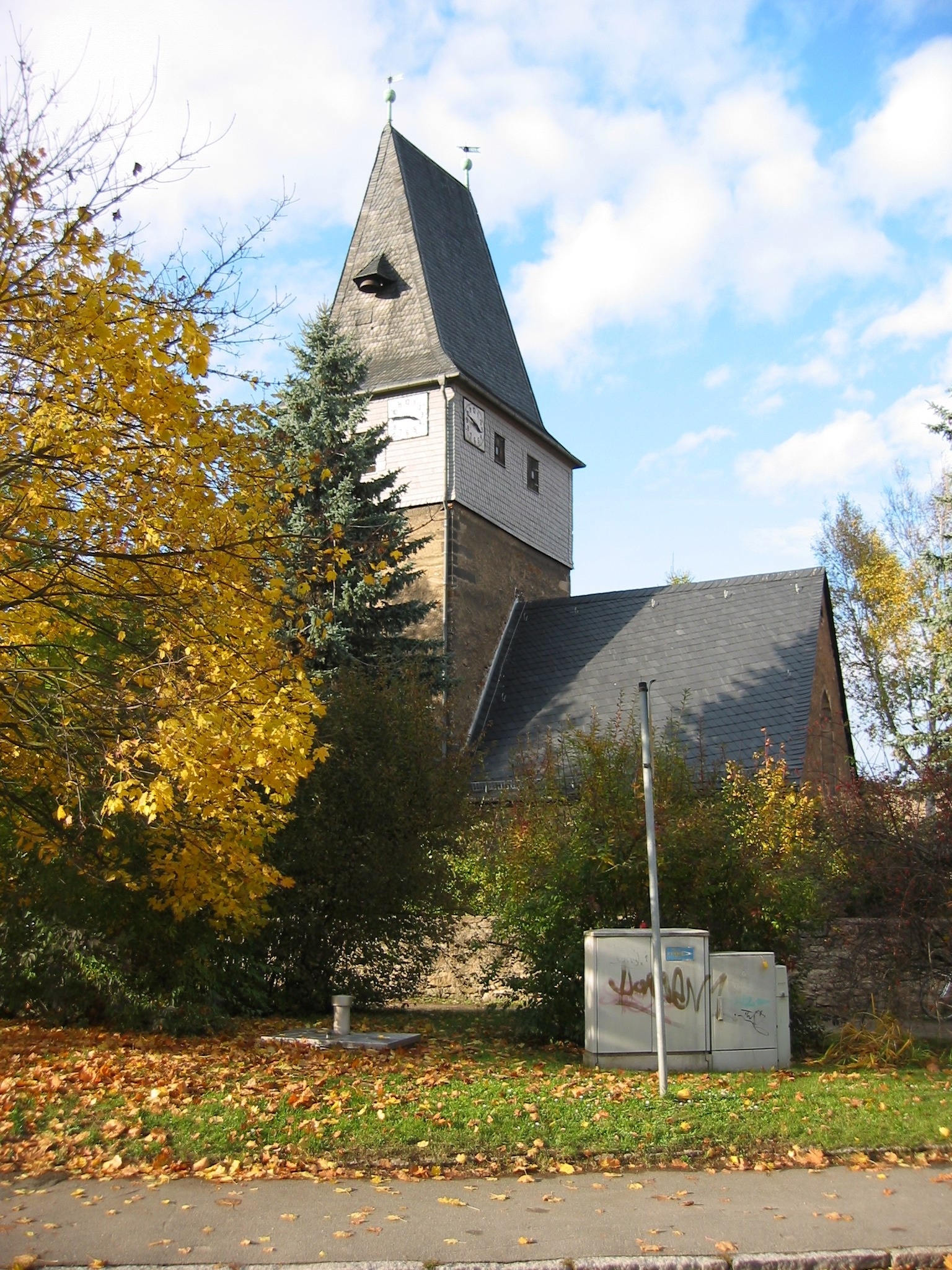
Marienkirche Ehringsdorf

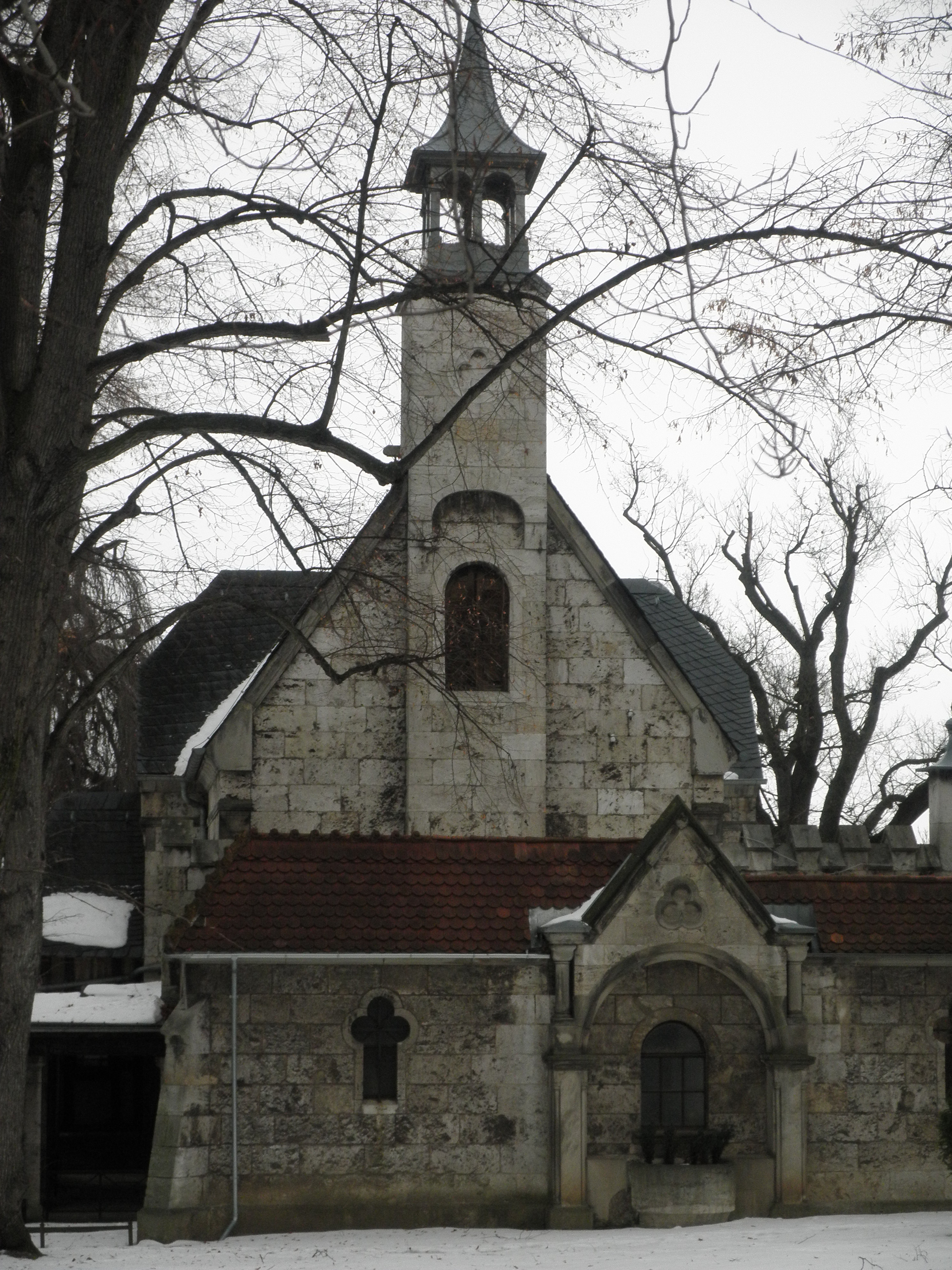
Friedhofskapelle (Capella „Vox coelestis“) in Ehringsdorf, gestiftet 1900 von Richard Heydenreich

### Bauwerke
- Landesweite Bekanntheit besitzt Schloss Belvedere mit angrenzendem Schlosspark.
- Das ehemalige Gutshaus, ein saniertes Baudenkmal, befindet sich im Brauereigelände.
- Die Marienkirche (Unserer lieben Frauen) wurde 1365 erstmals urkundlich erwähnt. Baudaten: das Erdgeschoss des Turms stammt aus dem 12. Jahrhundert, 1255 entstand eine romanische Chorturmanlage, der Chor wurde im 14. Jahrhundert, das Langhaus im 16. Jahrhundert erneuert.
- Auf dem Friedhof steht die im Jahre 1900 von dem Guts- und Brauereibesitzer Richard Heydenreich gestiftete Friedhofskapelle für die Ehringsdorfer, gleichzeitig Grabkapelle der Familie Heydenreich. Heute ist sie als Capella „Vox coelestis“ bekannt und wird seit 2004 von dem Verein Vox coelestis als geistig kulturelles Zentrum genutzt.
- Das Haus Hohe Pappeln an der Belvederer Allee wurde 1993/1994 mit Mitteln der Deutschen Stiftung Denkmalschutz restauriert. Henry van de Velde hatte es als sein Wohnhaus „Hohe Pappeln“ 1907 entworfen und 1908 bezogen.
- Auf dem früher unbewaldeten Hainberg (300 m) im Belvederer Forst, in der Nähe des Schlosses Belvedere steht der auf Veranlassung der Großherzogin Maria Pawlowna 1828/29 erbaute Hainturm (16 m). Er verfiel nach einem Brand. 1908 gründete sich die Hainturmgesellschaft, baute den Turm bis 1909 wieder auf und entwickelte ihn zu einem beliebten Ausflugsziel. 1930 wurde der Turm durch einen Gastraum mit Terrasse erweitert. 1946 wurde die Hainturmgesellschaft verboten, ab 1953 gab es keine Bewirtschaftung mehr, und der Turm verfiel. 1999 gründete sich der Hainturmgesellschaft Weimar mit dem Ziel der Wiederherstellung des Turmes und seiner Umgebung neu. Der Hainturm wurde daraufhin wiederaufgebaut. – Der Hainturm ist mit zwei benachbarten Aussichtstürmen – dem Paulinenturm und dem Carolinenturm (bei Kiliansroda) – über den 19 Kilometer langen Drei-Türme-Wanderweg verbunden.
- Ein Kriegerdenkmal auf dem Friedhof erinnert an die 59 im Ersten Weltkrieg gefallenen und vermissten Soldaten aus dem Ort. Die Gedenktafel wurde nach der Wende (DDR) restauriert.
- 1903 wurde die Grundschule Parkschule Ehringsdorf eingeweiht.

### Archäologisches Freigelände
Seit 1908 wurden in den Travertinbrüchen des Ilmtales neben versteinerten Pflanzen und Tierresten auch pleistozäne Menschenreste gefunden, deren Alter mindestens 120.000 Jahre betragen. Sie entstammen der Eem-Warmzeit, einige Funde könnten sogar ein Alter von 200.000 Jahren besitzen. Weltberühmt wurde der 1925 entdeckte Ehringsdorfer Urmensch. Das Skelettfragment wurde als weitgehend vollständiges Schädeldach eines Urmenschen bestimmt. Die Vielzahl dieser Funde aus den Ehringsdorfer Brüchen hatte die Ausweisung einer archäologischen Schutzzone zur Folge, um den Wissenschaftlern jederzeit die Untersuchung und Bergung von wertvollen Funden zu gestatten. Die Regelung hatte auch Auswirkungen auf den Betriebsablauf des Steinbruchs, so wurden bestimmte Abbaufelder für die Forschung reserviert. Das archäologische Freigelände Weimar-Ehringsdorf wurde 2009 eröffnet. Der Freundeskreis zur Errichtung eines Freilichtmuseums im Travertinsteinbruch Weimar-Ehringsdorf hatte 1998 bereits die Ernennung zum Geschützten Landschaftsbestandteil erreicht.

### Naturdenkmale
- Die Kipperquelle ist eine aus 75 m aufsteigende Karst- und Verwerfungs-Quelle mit interessantem Biotop, das sich auch im kurzen Verlauf des Kipperbachs bis zur Ilm fortsetzt. Sie steht seit 1997 unter Naturschutz. Seit 1998 sind auch die Brauereiteiche Ehringsdorf geschützt.

### Rad- und Wanderwege
- Durch Ehringsdorf führt der Ilm-Radweg. An ihm liegt seit 2007 mit dem „Hotel-Café Kipperquelle“ das erste Radfahrerhotel Thüringens. Es handelt sich dabei um einen nach langem Leerstand sanierten früheren Landgasthof.

## Persönlichkeiten
- Richard Heydenreich (1829–1913), Landkammerrat, Rittergutsbesitzer und Mäzen. Heydenreich baute aus einer kleinen Gutsbrauerei die große Rittergutsbrauerei Ehringsdorf auf, er stiftete 1900 die Friedhofskapelle und wurde für seine Verdienste zum Ehrenbürger von Ehringsdorf ernannt
- Siegfried (Frieder) Kötscher (1886–1954), Maler und Graphiker

## Verkehr
Ehringsdorf ist über die Gemeindestraßen, wie die Belvederer Allee, oder die Kreisstraße K-600 zu erreichen. Über die Anschlussstelle Weimar oder Apolda ist Ehringsdorf an die A 4 angebunden.
Durch Ehringsdorf führt die Linie 1 vom Stadtbusnetz der Stadtwirtschaft Weimar GmbH.
Von 1948 bis 1990 war Ehringsdorf am Netz vom Oberleitungsbus Weimar der Linien 1 bzw. 71 angeschlossen. 

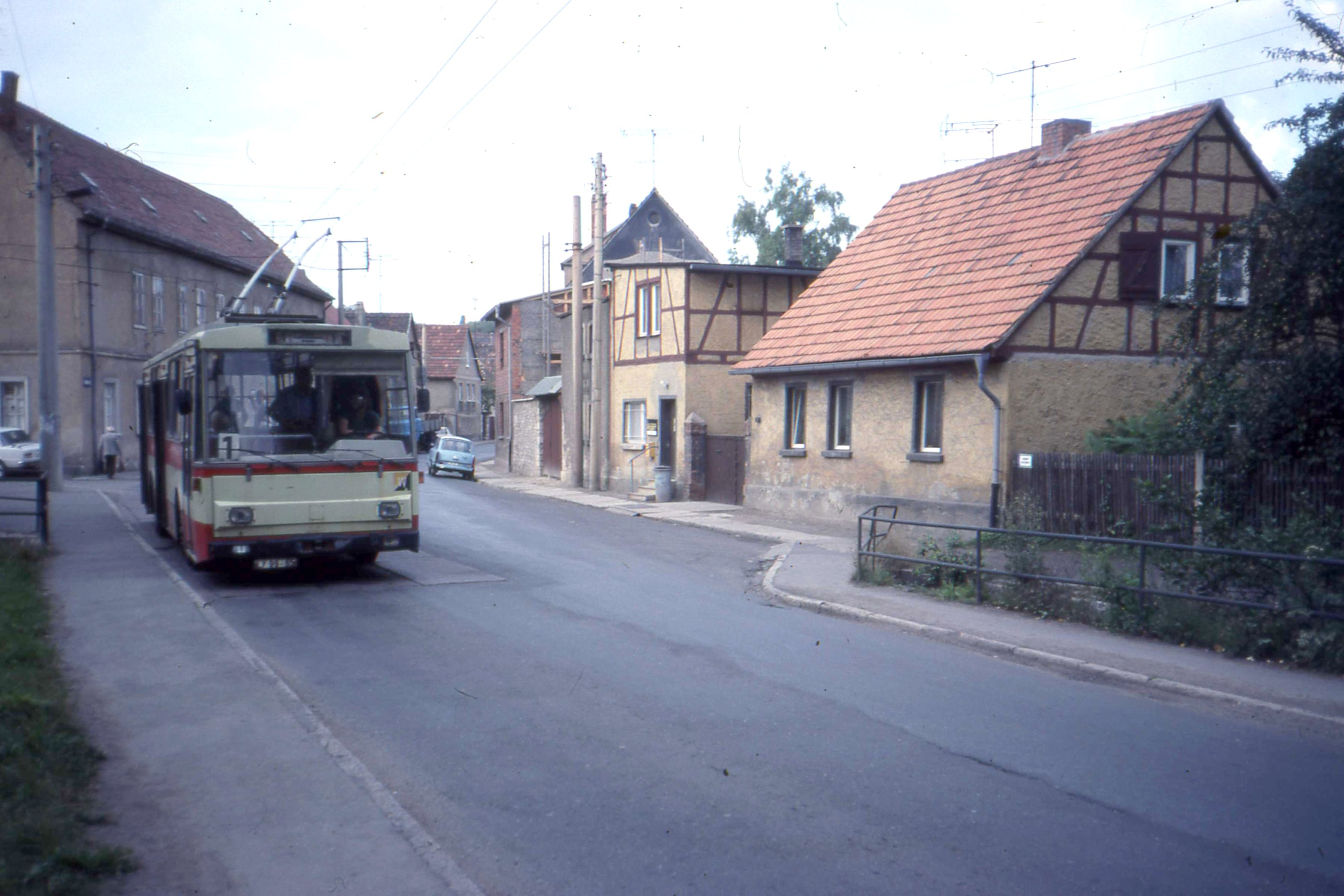
Obus Škoda 14Tr in Ehringsdorf
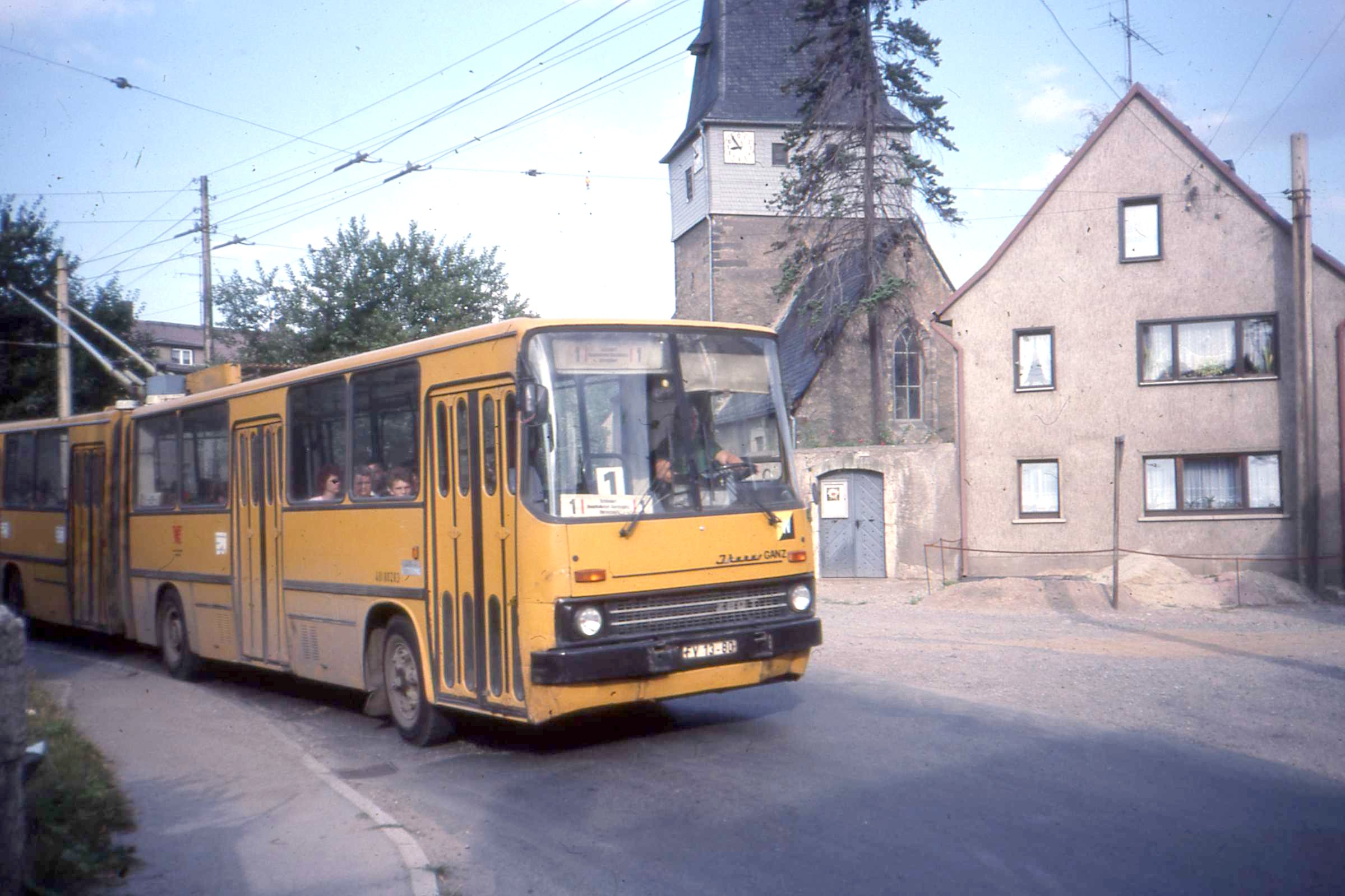
Obus Ikarus 280T auf der Linie 1 in Ehringsdorf